# Efrem (metropolita perejasławski)
Efrem (zm. między 1091 a 1101 lub 1100) – prawosławny biskup perejasławski, z pochodzenia Grek, święty prawosławny.

## Życiorys

### Życie mnisze
Jego imię świeckie jest nieznane. Informacje zawarte w Żywocie Teodozjusza Pieczerskiego, spisanym w latach 80. XI w., czyli jeszcze za życia Efrema, wskazują na jego greckie pochodzenie. Przed wstąpieniem do monasteru należał się kręgu bliskiego księciu Izasławowi Jarosławiczowi. W latach 50. XI w. razem z innym młodzieńcem, późniejszym mnichem Warłaamem, uzyskał u Antoniego Pieczerskiego zgodę na wstąpienie do Monasteru Kijowsko-Pieczerskiego w charakterze posłusznika. Postrzyżony na mnicha został w 1056 lub w 1061, równocześnie z Warłaamem. Wkrótce po tym wydarzeniu Efrem przeniósł się do jednego z monasterów w Konstantynopolu, gdzie zapoznał się z regułą studycką. Być może to on przetłumaczył tę regułę na język ruski i doprowadził do jej przyjęcia w monasterze w Kijowie.

### Biskup perejasławski
Mnich Efrem wrócił do Kijowa, gdy otrzymał nominację na biskupa perejasławskiego. Miało to miejsce między rokiem 1073 a 1076. Efrem otrzymał godność metropolity tytularnego, co oznaczało, że na czas sprawowania przez niego urzędu eparchia perejasławska stała się administraturą równą metropolii kijowskiej, jednak po jego śmierci miała powrócić do dawnego statusu.
Być może Efrem przewodniczył powtórnej konsekracji soboru Mądrości Bożej w Kijowie (inne źródła przypisują ten akt metropolicie kijowskiemu o tym samym imieniu). Efrem mógł również pełnić obowiązki locum tenens metropolii kijowskiej po śmierci metropolity Jana II, a przed przybyciem do Kijowa Jana III.
W eparchii perejasławskiej metropolita Efrem zainicjował budowę szeregu obiektów sakralnych i świeckich. W 1089 konsekrował w Perejasławiu sobór św. Michała Archanioła. Wzniósł także cerkwie św. Andrzeja i nadbramną cerkiew św. Teodora, połączoną z bramą wjazdową do miasta. Efrem brał także udział w bieżącej polityce, blisko współpracował z księciem perejasławskim Rościsławem. W 1086 brał także udział w synodzie patriarszym w Konstantynopolu jako jedyny przedstawiciel episkopatu ruskiego.
Ostatnia wzmianka o Efremie pochodzi z 1091 i dotyczy jego udziału w uroczystej translacji relikwii św. Teodozjusza Pieczerskiego w Monasterze Kijowsko-Pieczerskim. Zdaniem Mironowicza Efrem zmarł w 1100. Z pewnością w 1101 biskupem perejasławskim był już Symeon I.
Redakcja Pateryku Kijowsko-Pieczerskiego z 1661 informuje o pochówku Efrema w soborze w Perejasławiu, który sam zbudował, jednak inne źródła wskazują, że już w I poł. XVII w. relikwie biskupa znajdowały się w Bliskich Pieczarach Monasteru Kijowsko-Pieczerskiego. Od 1744 znajdują się one na prawym klirosie podziemnej cerkwi Wprowadzenia Matki Bożej do Świątyni w kompleksie klasztornym.

## Kult
Kult Efrema funkcjonował na Rusi najpóźniej od XV w. Z wymienionego stulecia pochodzi jego najstarszy wizerunek wśród uczestników translacji relikwii św. Teodozjusza. Późniejsze wizerunki Efrema ukazują go w momencie przyjmowania chirotonii biskupiej, z księgą reguły studyckiej w ręku, w stroju biskupim lub w szatach mniszych. Efrem pojawia się także na ikonie zbiorowej świętych mnichów ławry Pieczerskiej.
Efrem wymieniony jest wśród świętych związanych z Monasterem Kijowsko-Pieczerskim w spisanym ok. 1643 kanonie do świętych mnichów pieczerskich. Kult świętego na terenie całego Rosyjskiego Kościoła Prawosławnego usankcjonował Świątobliwy Synod Rządzący trzema ukazami z 1762, 1775 i 1784.